# Milíčov
Milíčov (německy Militschau) je obec v okrese Jihlava v Kraji Vysočina. Žije zde 151 obyvatel.

## Název
Název se vyvíjel od varianty Miliczow a Myliczow (1379), Miliczow (1415), Milyczow (1589). Místní jméno vzniklo z osobního jména Milíč a znamenalo Milíčův dvůr.

## Historie
První písemná zmínka o obci pochází z roku 1379.

## Přírodní poměry

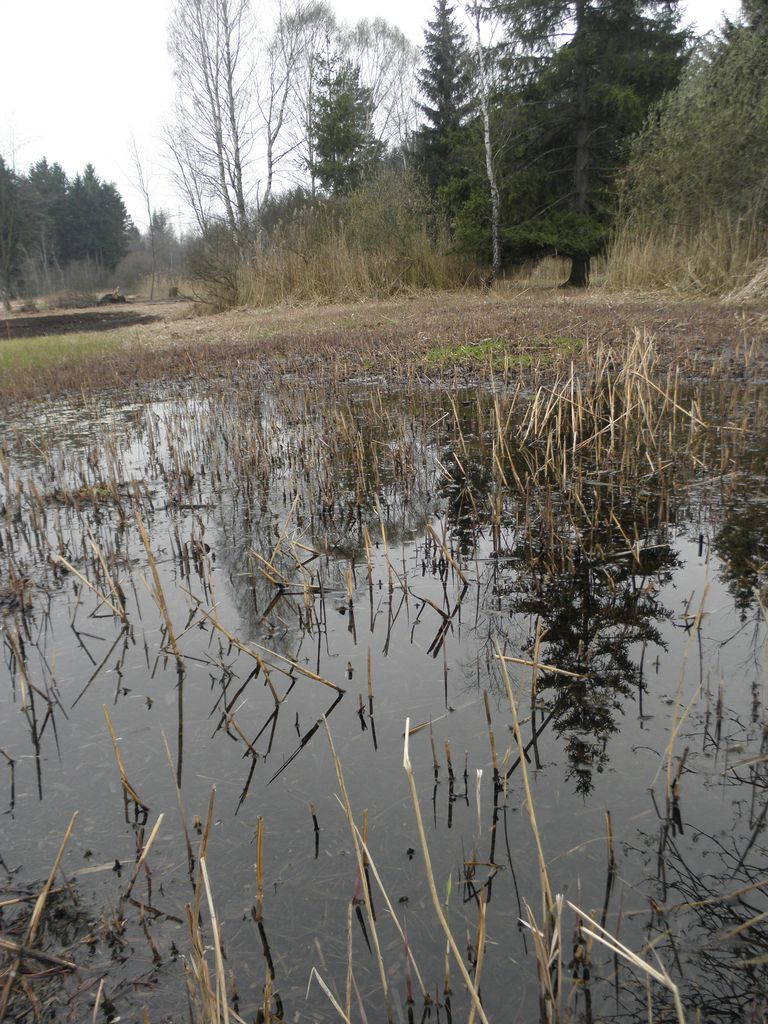
Přírodní rezervace Chvojnov

Nachází se čtyři kilometry jihozápadně od Dušejova, dva kilometry západně od Hojkova a tři kilometry severovýchodně od Nového Rychnova. Geomorfologicky je oblast součástí Křemešnické vrchoviny a jejího podcelku Humpolecká vrchovina, v jejíž rámci spadá pod geomorfologický okrsek Vyskytenská pahorkatina. Průměrná nadmořská výška činí 667 metrů. Nejvyšší bod, Ve vršku (697 m n. m.), leží západně od obce. Severozápadně od Milíčova stojí Stráž (693 m n. m.) a severovýchodně Kopec (696 m n. m.). Severovýchodně od Milíčova pramení Milíčovský potok, na němž se stejným směrem nachází rybník Sviták. Na bezejmenném potoce, který tvoří západní hranici katastru, se rozkládá rybník Bukač.
Na území Milíčova se nachází několik chráněných území – evropsky významná lokalita a přírodní rezervace Na Oklice, směrem k Dušejovu pak přírodní rezervace Chvojnov, a na Milíčovském potoce třetí přírodní rezervace Nad Svitákem. Na západním okraji obce za domem čp. 5 u křižovatky polních cest roste 25metrová památná lípa velkolistá zvaná „Milíčovská lípa“, jejíž stáří bylo v roce 1993 odhadnuto na 200 let.

## Obyvatelstvo

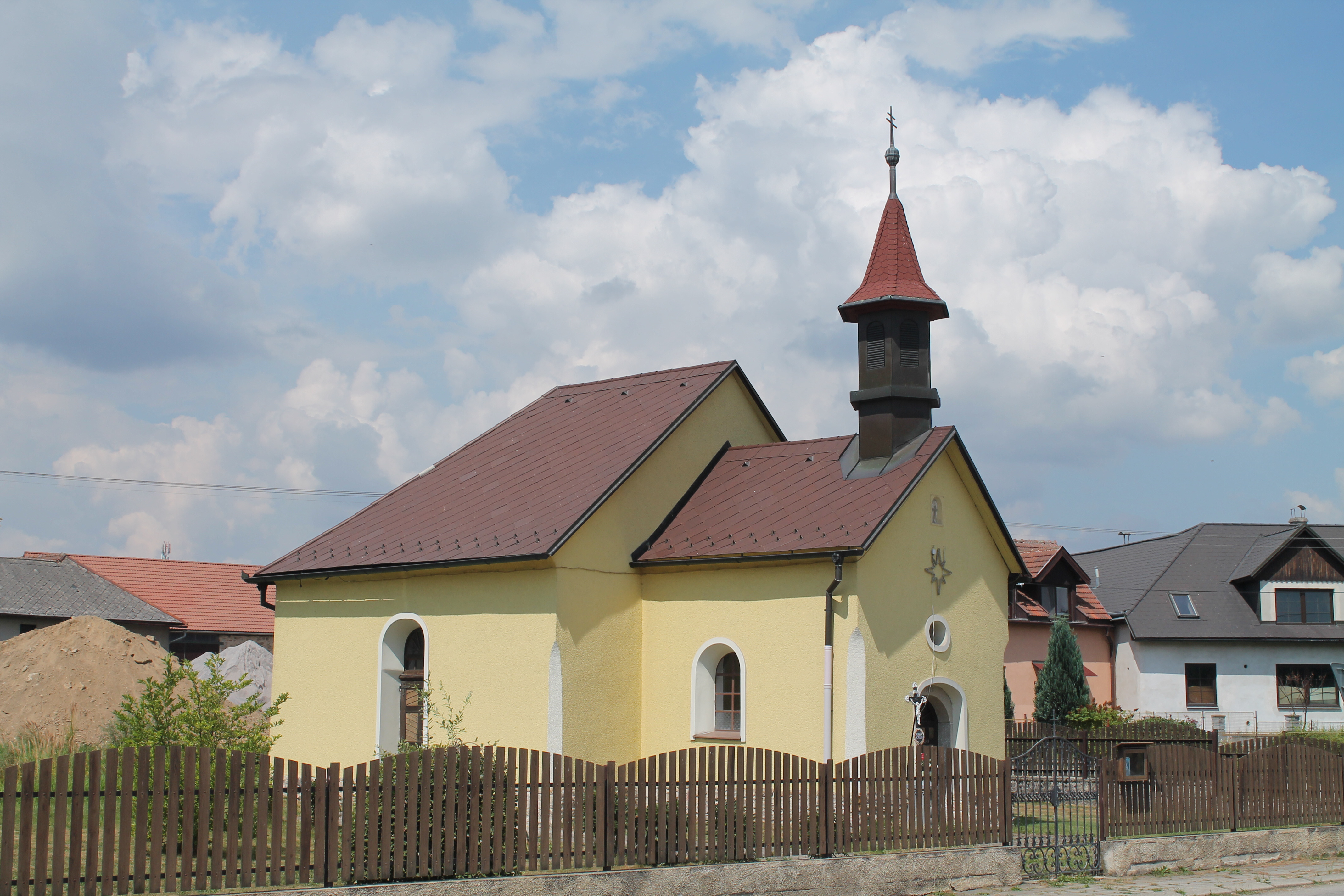
Kaple na návsi

Podle sčítání 1921 zde žilo v 55 domech 385 obyvatel, z nichž bylo 202 žen. 384 obyvatel se hlásilo k československé národnosti. Žilo zde 356 římských katolíků a 29 evangelíků.
| Rok            | 1869 | 1880 | 1890 | 1900 | 1910 | 1921 | 1930 | 1950 | 1961 | 1970 | 1980 | 1991 | 2001 | 2011 | 2021 |
| -------------- | ---- | ---- | ---- | ---- | ---- | ---- | ---- | ---- | ---- | ---- | ---- | ---- | ---- | ---- | ---- |
| Počet obyvatel | 378  | 411  | 373  | 348  | 373  | 385  | 354  | 259  | 250  | 237  | 185  | 149  | 130  | 129  | 138  |
| Počet domů     | 47   | 51   | 52   | 53   | 55   | 55   | 58   | 58   | 51   | 53   | 51   | 50   | 56   | 60   | 63   |

## Obecní správa a politika
Obec leží na katastrálním území Milíčov u Jihlavy. Milíčov je členem Mikroregionu Dušejovsko a místní akční skupiny Třešťsko.
Obec má pětičlenné zastupitelstvo, v jehož čele stojí starosta Jaromír Šlechta.
| Období    | Voliči | Účast v % | Mandáty | Výsledky                  | Starosta        |
| --------- | ------ | --------- | ------- | ------------------------- | --------------- |
| 2006–2010 | 100    | 84,00     | 5       | 5 Za obec krásnější       | Jaromír Šlechta |
| 2010–2014 | 108    | 72,22     | 5       | 5 Pro život a rozvoj obce | Jaromír Šlechta |
| 2014–2018 | 110    | 68,18     | 5       | 5 Pro rozvoj obce         | Jaromír Šlechta |

### Obecní symboly
Znak a vlajka byly obci uděleny rozhodnutím předsedkyně Poslanecké sněmovny Parlamentu České republiky dne 13. října 2023.

## Hospodářství a doprava
V obci sídlí firmy NOVOPLYN k.s. Pacov, JOLS s.r.o., NASON s.r.o., MERMET s.r.o., DEKANE s.r.o. a DDJ Vysočina Trade s.r.o. Hospodářství s chovem ovcí a masného skotu provozuje Zdeněk Bartošík. Obcí prochází silnice III. třídy č. 1336 z Nového Rychnova do Dušejova a č. 1337 do Hojkova. Dopravní obslužnost zajišťuje dopravce ICOM transport. Autobusy jezdí ve směrech Jihlava, Hojkov, Nový Rychnov, Vyskytná, Čejkov.

## Školství, kultura a sport
Místní děti dojíždějí do základní školy v Dušejově. Působí zde Sbor dobrovolných hasičů Milíčov.
Nedaleko obce, v blízkosti rybníka Bukač, se nachází tábor LT Míša – Milíčov, který zde působí od roku 1995. V minulosti zde působila i Stanice Mladých techniků, 3. pionýrské skupiny z Brna-Králova Pole. Dětský tábor zde působil od roku 1983.

## Pamětihodnosti
- Kaple na návsi
- Boží muka

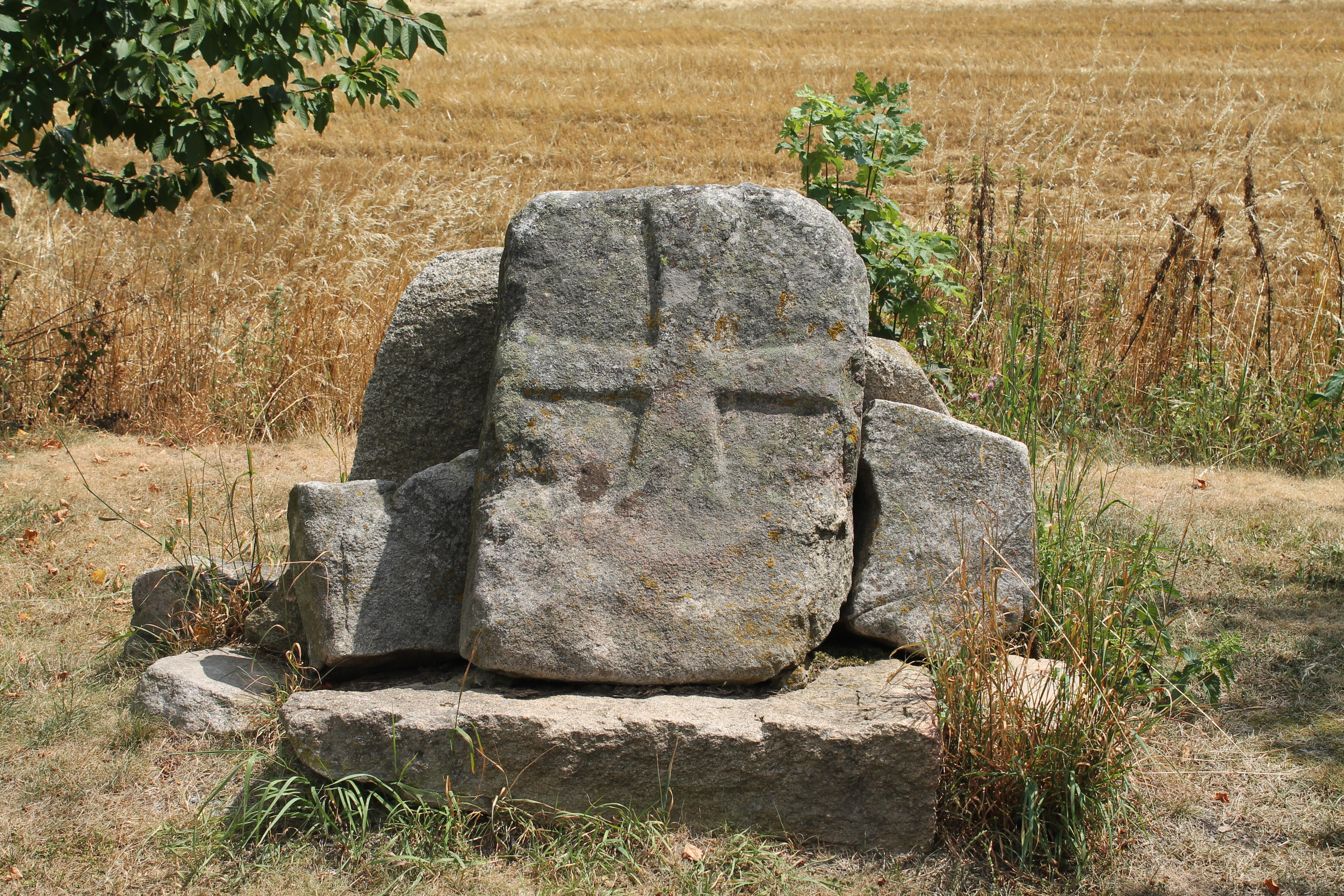
Hraniční kámen

- Hraniční kámen u bývalého JZD, cestou na Bukač